# 伍兆鼇
伍兆鼇，字纶才（？—？），号石羊山樵、古峰，江西省吉安府安福縣人，晚清官员。

## 生平
光緒六年（1880年），参加庚辰科殿試，登進士二甲第54名。光绪九年五月，改翰林院庶吉士。光緒十二年四月，散館，著以部属用。官至刑部主事。

## 著作
有著作《虚字浅解》、《下俚歌谣》（专为女孩子编创的儿歌集）等。

## 亲友
与汜水魏联奎关系甚笃。其子伍学愈，曾任驻豫特派绥靖主任公署特务团军需主任。